# NGC 2537
NGC 2537 (również Łapa Niedźwiedzia, PGC 23040, UGC 4274 lub Arp 6) – magellaniczna galaktyka spiralna z poprzeczką (SBm), znajdująca się w gwiazdozbiorze Rysia. Odkrył ją William Herschel 6 lutego 1788 roku.